# Medalla a la Valentía
Medalla a la Valentía (en ruso: Медаль «За храбрость») es una condecoración estatal de la Federación de Rusia. Fue establecida por decreto del presidente de la Federación de Rusia N.º 185 del 23 de marzo de 2023 «Sobre algunas cuestiones relacionadas con la mejora del sistema de adjudicaciones estatales de la Federación de Rusia».

## Estatuto
La Medalla a la Valentía se otorga a los ciudadanos de la Federación de Rusia «por la valentía y el coraje demostrados durante el combate y otras operaciones para proteger la Patria y los intereses estatales de la Federación de Rusia, así como para mantener o restaurar la paz y la seguridad internacionales». Está previsto que la medalla se conceda a ciudadanos extranjeros y apátridas, la medalla también se puede conceder póstumamente.
La medalla tiene dos grados:
- Medalla a la Valentía de 1.er grado
- Medalla a la Valentía de 2.do grado.

El grado más alto de la medalla es el 1.er grado. La entrega de la medalla se realiza secuencialmente, desde el grado más bajo hasta el más alto.
La medalla se lleva en el lado izquierdo del pecho y, en presencia de otras órdenes o medallas de la Federación de Rusia, se coloca inmediatamente después de la insignia de la Medalla al Valor. Quienes reciben medallas de 1.er y 2.do grado las llevan en orden secuencial. Para ocasiones especiales y posible uso diario, se prevé el uso de una copia en miniatura de la medalla, que se coloca después de la copia en miniatura de la Medalla al Valor.

## Descripción
Es una medalla de plata circular de 32 milímetros de diámetro con bordes elevados tanto en el anverso como en el reverso, la medalla de primer grado está bañada en oro.
En el anverso de la medalla hay una imagen en relieve de una cruz de extremos iguales con ensanchamientos, cóncavas en los lados y extremos redondeados, entre las cuales se colocan dos espadas que se cruzan. En el centro de la cruz lleva un medallón redondo con un borde estrecho y convexo. En el campo del medallón se puede observar una imagen en relieve del Escudo Estatal de la Federación Rusa. En la parte superior de la medalla, a lo largo de la circunferencia, está la inscripción: «POR LA VALENTÍA» y en la parte inferior, también a lo largo de la circunferencia, hay una imagen en relieve de ramas de laurel y roble. En el reverso, en la parte inferior, se indica el número de serie de la medalla.
La medalla está conectada con un ojal y un anillo a un bloque pentagonal cubierto con una cinta muaré de seda. La mitad derecha de la cinta tiene los colores de la Orden del Coraje y la mitad izquierda tiene los colores de la Orden de San Jorge. El ancho de la cinta es de 24 milímetros.
La cinta de la medalla de 1.er grado. en la barra tiene en el centro una imagen del número romano «I», la de 2.do grado - la imagen del número romano «II» (en ambos casos en color dorado y con una altura de 7 milímetros).
|        |  |
| Cintas |  |
|        |  |